# Bigglesova letecká společnost
Bigglesova letecká společnost (v originále Biggles & Co), je dobrodružná kniha spisovatele W. E. Johnse, jež byla poprvé vydána roku 1936, nejprve na 10 pokračování v časopise The Modern Boy. Bigglesova letecká společnost je v pořadí 10. knihou ze série o dobrodruhovi a válečném pilotovi během 1. světové a 2. světové války jménem James Bigglesworth, zkráceně Biggles. Jde o knihu z meziválečného období. Česky vyšla poprvé v roce 1939.

## Děj
Raymond pošle za Bigglesem obchodníka, který by chtěl založit vlastní leteckou společnost pro přepravu zlata a cenností, protože ty se na běžných i speciálních linkách v poslední době často ztrácejí.
Biggles chce nejprve odmítnout, ale když mu neznámý člověk telefonicky doporučí, aby od záměru upustil, Biggles nakonec souhlasí.
Díky různým fintám se mu podaří několik nákladů úspěšně dovézt, ale nepřítel se vždy rychle dozví, jak to provedl.
Při jednom z letů Algy v doprovodném letadle začne sledovat letadlo zlodějů, ale zmizí. Biggles pak dostane zprávu, že jej mají v rukách zloději, a že jej vymění za diamanty, které má Bigglesova společnost převážet následující den.
Biggles opravdu předá zlodějům pouzdro s diamanty, ale je zajat a odvezen na starý hrad někde v severním Německu. Ginger tajně sleduje Bigglese jiným letadlem a pomůže mu k útěku. Biggles se pak vydává najít Algyho a diamanty, při tom je však zajat Ginger.
Ukáže se, že za vším má prsty Erich von Stalhein, o kterém se Biggles domníval, že zahynul za války v Palestině. Nakonec se podaří všem třem uprchnout z hradu v ukradeném autě a doletět zpátky do Londýna. Tam už je čeká jeden ze společníků firmy, pro kterou pracují. Biggles však již má podezření, ale obchodník je náhle zabit neznámým střelcem. Dokumenty a cennosti v jeho zavazadle potvrzují Bigglesovo podezření, že šlo o zrádce.

## Postavy v této knize
- James "Biggles" Bigglesworth
- Algernon "Algy" Lacey
- Ginger Hebblethwaite
- Smyth
- Erich von Stalhein
- Raymond
- Cronfelt & Carstairs - obchodníci